# Albert Bürger
Albert Bürger (* 13. Juni 1913 in Schwäbisch Gmünd; † 16. März 1996 in Rottweil) war ein deutscher Feuerwehrmann und eine der bedeutenden Personen für das deutsche Feuerwehrwesen nach dem Zweiten Weltkrieg. Von 1952 bis 1981 war er Präsident des Deutschen Feuerwehrverbandes (DFV).

## Frühe Jahre und Militärzeit
Albert Bürger wuchs als Sohn eines Silberschmieds in Schwäbisch Gmünd auf. Dort besuchte er das heutige Parler-Gymnasium. Nach dem Abitur absolvierte er ein Praktikum im Maurerhandwerk um sich schließlich 1930 für ein Studium der Architektur an der Württembergischen Höheren Bauschule Stuttgart einzuschreiben. 1933 unterbrach Bürger das Studium, um freiwillig Arbeitsdienst zu leisten. Im Jahr 1937 konnte Bürger das Staatsexamen als Bauingenieur in der Fachrichtung Architektur, sowie ein Jahr später im Wasserbau, erfolgreich ablegen. Ab 1938 war Bürger bei der Stadt Heilbronn als Architekt angestellt und war u. a. am Bau der Rosenberg-Brücke beteiligt. Im selben Jahr leistete er seinen Grundwehrdienst beim Luftwaffen-Flak-Regiment 25 in Ludwigsburg ab. Im Mai 1939 wurde er zum Kreisbaumeister des Landkreises Rottweil berufen. Mit Ausbruch des Zweiten Weltkriegs erhielt er den Stellungsbefehl zu seinem Regiment. Bürger wurde im Verlauf des Krieges in Frankreich sowie im westlichen Ruhrgebiet eingesetzt. Zu Kriegsende, inzwischen zum Oberleutnant befördert, führte er die Divisionsbautruppen im Erdkampf von Arnheim bis Wesel. Bürger wurde im Krieg mehrfach verwundet und in risikoreichen Kommandoaktionen eingesetzt. Beim Einmarsch der Alliierten im Ruhrgebiet, geriet er in amerikanische Kriegsgefangenschaft, aus der er jedoch fliehen und sich bis in seine Heimat Zimmern ob Rottweil durchschlagen konnte. Von der französischen Besatzungsmacht wurde er dort nicht dauerhaft festgenommen und konnte aufgrund seiner Vergangenheit problemlos entnazifiziert werden.

## Nachkriegszeit
Noch im Jahr 1945 trat er wieder in den Dienst des Landratsamtes Rottweil und war in verantwortlicher Position mit Bau- und Sprengarbeiten für die französische Militärregierung betraut. Diese übertrug ihm schließlich recht bald die Aufgabe, das Feuerwehrwesen im Landkreis Rottweil neu aufzubauen. Etwa ein Jahr später war Bürger wieder Kreisbaumeister sowie jetzt zusätzlich Kreisbrandmeister im Landkreis Rottweil. Dies war damals weit verbreitete Praxis und sollte die Kenntnisse des Vorbeugenden Brandschutzes sowie die Erfahrungen der Brandbekämpfung in Personalunion zusammenfassen. 1948 schied Bürger, als 33-Jähriger, aus dem Beamtendienst aus und machte sich als Architekt selbstständig. Ab jetzt begann die eigentliche Feuerwehrkarriere Albert Bürgers.

## Wirken für die Feuerwehr
Im Jahr 1948 wurde Bürger Mitglied der Freiwilligen Feuerwehr Zimmern ob Rottweil und von 1950 bis 1952 war er dort Kommandant. In Rottweil selbst war er Kommandant von 1955 bis 1971. Auf Betreiben Bürgers wurde am 2. April 1950 der Landesfeuerwehrverband Württemberg-Hohenzollern wiedergegründet, der ein Jahr später mit dem Feuerwehrverband Nordwürttemberg zusammengeführt wurde. Bei der Wiedergründung des Deutschen Feuerwehrverbandes am 12. Januar 1952 in Fulda, wurde Bürger zum Präsidenten gewählt. Er blieb bis 1981 in diesem Amt.
Als einer der beiden Mitbegründer des Sozialwerkes der baden-württembergischen Feuerwehren, namentlich die Landesfeuerwehrverbände von Baden und Württemberg, war Bürger Mitinitiator für den Bau des Feuerwehrhotel Sankt Florian am Titisee (1952–1956). Er hat für diese Idee und für die Finanzierung gekämpft. Dies ging so weit, dass er auf sein Privathaus in Zimmern ob Rottweil eine Grundschuld zur Finanzierung von Sankt Florian eintragen ließ. Durch den beruflichen Hintergrund Albert Bürgers, lagen auch Planung und Bauausführung in seiner Hand.
Ebenso ein gemeinsames Werk der beiden Landesfeuerwehrverbände war 1954 die Herausgabe der heute noch vorhandenen Landesfeuerwehr-Fachzeitschrift Brandhilfe. Nach all diesen gemeinsamen Projekten war die Vereinigung der beiden vorhandenen Landesfeuerwehrverbände Baden und Württemberg zu einem Landesfeuerwehrverband Baden-Württemberg nur noch eine Frage der Zeit. 1955 scheiterte jedoch eine für den Sommer geplante Gründung an der Haltung Badens. Bürger resignierte schließlich und konzentrierte seine Bestrebungen im Feuerwehrsektor auf nationaler Ebene. Als Mitglied und später geschäftsführender Vizepräsident (1966–1980) des Internationalen Technischen Komitees für vorbeugenden Brandschutz und Feuerlöschwesen, dem Weltfeuerwehrverband CTIF, setzte er ein größeres Mitspracherecht für Feuerwehren durch und war Initiator internationaler Feuerwehrwettkämpfe. Besonders hervorzuheben ist die starke Präsenz Albert Bürgers bei bedeutenden Feuerwehrveranstaltungen im Ausland, besonders im Ostblock, was ihm besonderes Ansehen einbrachte.
Im Jahr 1970 kam es in Baden zu einer gerichtlich eingeklagten Volksabstimmung, welche die Landesgründung von Baden-Württemberg aus dem Jahre 1952 eindeutig bestätigte. Eine sich anschließende Kreis- und Bezirksreform, die die alten Landesgrenzen endgültig verschwinden ließ, drängte nun auch die beiden Landesfeuerwehrverbände zum Handeln. DFV-Präsident Albert Bürger ergriff in dieser Phase die Initiative und führte die beiden Landesverbände zum heutigen Landesfeuerwehrverband Baden-Württemberg zusammen, dessen Präsident er von Anfang an wurde und dieses Amt bis 1985 innehatte.
Im März 1996 verstarb Albert Bürger im Alter von 82 Jahren.
Zum 100-jährigen Geburtstag Albert Bürgers, stiftete der Landesfeuerwehrverband Baden-Württemberg die Albert-Bürger-Medaille. Sie ist die höchste zu vergebende Auszeichnung des Landesfeuerwehrverbandes und wird jährlich an eine Person verliehen, die sich durch hervorragende technische, praktische, organisatorische oder ideelle Leistungen hervorgetan hat.

## Ehrungen
- Ritterkreuz des Eisernen Kreuzes
- Eisernes Kreuz 1. und 2. Klasse
- Kriegsverdienstkreuz mit Schwertern 1. und 2. Klasse
- Bundesverdienstkreuz (Steckkreuz) (1953)
- Großes Verdienstkreuz der Bundesrepublik Deutschland (1970)
- Großes Verdienstkreuz mit Stern der Bundesrepublik Deutschland (1978)[4]
- Großes Verdienstkreuz mit Stern und Schulterband der Bundesrepublik Deutschland (1981)
- Verdienstmedaille des Landes Baden-Württemberg (1983)
- Feuerwehr-Ehrenzeichen der Sonderstufe des Landes Baden-Württemberg
- Deutsches Feuerwehr-Ehrenkreuz in Gold
- Offizier der Ehrenlegion der Republik Frankreich
- Sowie weitere hohe Auszeichnungen aus dem In- und Ausland
- Ehrenpräsident des Deutschen Feuerwehrverbandes
- Ehrenpräsident des Landesfeuerwehrverbandes Baden-Württemberg
- Ehrenvorsitzender Verein Baden-Württembergisches Feuerwehrheim
- Heinrich-Henne-Medaille
- Ehrenbürger der Gemeinde Zimmern ob Rottweil

## Zum Gedenken an Albert Bürger
- Albert-Bürger-Straße in Zimmern ob Rottweil
- Albert-Bürger-Haus: Hauptgebäude von „St. Florian, das Feuerwehrhotel“ am Titisee
- Albert-Bürger-Medaille des Landesfeuerwehrverbandes Baden-Württemberg